# Tmesisternus mehli
Tmesisternus mehli là một loài bọ cánh cứng trong họ Cerambycidae.